# Lilla Harsjön, Småland
Lilla Harsjön är en sjö i Vetlanda kommun i Småland och ingår i Mörrumsåns huvudavrinningsområde.